# A. Mims Thomason
Pour les articles homonymes, voir Mims (homonymie).
A. Mims Thomason (1910-1985), journaliste et dirigeant d'entreprise américain, fut président, de 1962 à 1972, de l'United Press International, agence de presse américaine créée en 1907.

## Biographie
A. Mims Thomason est né à Lynchburg (Virginie), puis a déménagé avec sa famille à Knoxville, dans le Tennessee, où suivit les cours de l'Université du Tennessee. Il a commencé à travailler comme reporter pour l'United Press International à Raleigh, en Caroline du Nord mais il perd son emploi dans les années 1930, devient journaliste Detroit Times puis directeur général du News Herald basé à Suffolk en Virginie. Il revient ensuite dans l'entreprise United Press International comme directeur régional à  Chicago en 1943 puis comme vice-président, poste où il développe le service photo international, qui à son service ne diffusait que trois photos par jour. Il devient ensuite président, de 1962 à 1972, de l'United Press International.